# Бајинци (Србац)
Бајинци су насељено мјесто у општини Србац, Република Српска, БиХ. Према попису становништва из 1991. у насељу је живјело 900 становника.

## Становништво
| Демографија | Демографија | Демографија |
| Година      | Становника  | Становника  |
| ----------- | ----------- | ----------- |
| 1948.       | 1.292       |             |
| 1953.       | 1.367       |             |
| 1961.       | 1.148       |             |
| 1971.       | 987         |             |
| 1981.       | 1.036       |             |
| 1991.       | 900         |             |
| 1993.       | 801         |             |

## Спорт
Од 1975. године у селу постоји ФК Младост Бајинци